# Diastylis rathkei
Diastylis rathkei är en kräftdjursart som först beskrevs av Henrik Nikolai Krøyer 1841.  Diastylis rathkei ingår i släktet Diastylis, och familjen Diastylidae. Arten är reproducerande i Sverige.